# Die drei Musikanten

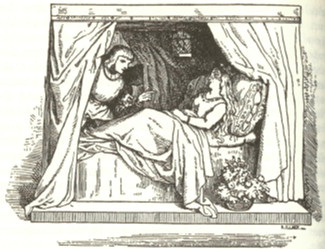
Holzschnitt, Ludwig Richter

Die drei Musikanten ist ein Märchen (AaTh 301A). Es steht in Ludwig Bechsteins Deutsches Märchenbuch an Stelle 40 (1845 Nr. 48).

## Inhalt
Ein Geiger, ein Trompeter und ein Flöter wandern und spielen zusammen. Sie hören von einem Spukschloss mit Schätzen. Erst geht der Geiger, findet sich in prächtigen Hallen von Geisterhand bewirtet und speist mit einem Männchen. Das lässt ein Bratenstück fallen und verhaut ihn beim Versuch, es aufzuheben. Genauso geht es dem Trompeter. Der mutige Flöter aber ist schneller und reißt dem Männchen den Bart ab. Es muss ihn durch Gänge und wunderbares Land führen, durch Wasser, dass es mit einem Zauberstab teilt, schließlich zur schlafenden Prinzessin unter einem singenden Vogel. Sie erhält vom Vogelherz zu essen, was sie und das Schloss erlöst. Das Männchen will den Bart zurück, der die Macht hat, ihr Glück zu verderben. Doch der Flöter lässt sich erst den Stab geben, schickt das Männchen durchs Wasser zurück und wirft ihm den Bart nach. Sie leben froh. Die Kameraden warten vergebens und sagen: „Der ist flöten gegangen.“

## Herkunft
Das Männchen erklärt seine Rolle als Abwehr Habgieriger, der Held verzichtet für die Liebe auf den Beifall der anderen. Bechsteins Anmerkung vermerkt mündliche Überlieferung in Franken und die Ähnlichkeit zu Dornröschen, laut seiner Einleitung von 1845 erzählt es Georg Friedrich Stertzing. Vgl. Bechsteins Der beherzte Flötenspieler, Das winzige, winzige Männlein, Grimms Dat Erdmänneken, Das Wasser des Lebens, zum Vogel auch Jorinde und Joringel.
Dass die Kraft im Bart sitzt, kommt wohl am ehesten indirekt vom biblischen Simson (Ri 13,11 ). Ulrich Marzolph zufolge ist das Haar der Sitz der Weisheit und Kraft eines Dämons, durch seinen Verlust kann er (in Märchen des Typs AaTh 461, KHM 29 Der Teufel mit den drei goldenen Haaren) sterben, die Kraft geht auf den Helden über.
Vgl. später Ulrich Jahns Volksmärchen aus Pommern und Rügen Nr. 19 Das Männchen Sonderbar, Nr. 32 Der Pilger.
Siehe auch symbolische Bedeutung der Zahl Drei in den Märchen.